# Fußball-Weltmeisterschaft 2018/Mexiko
Die mexikanische Fußballnationalmannschaft nahm bei der Fußball-Weltmeisterschaft 2018 zum 16. Mal an einer Endrunde teil und ist das CONCACAF-Mitglied, das sich am häufigsten für eine WM-Endrunde qualifizieren konnte. Sie erreichte das Achtelfinale.

## Qualifikation
Die Mannschaft qualifizierte sich über die Qualifikationsspiele der CONCACAF für die Weltmeisterschaft in Russland.

### Spiele

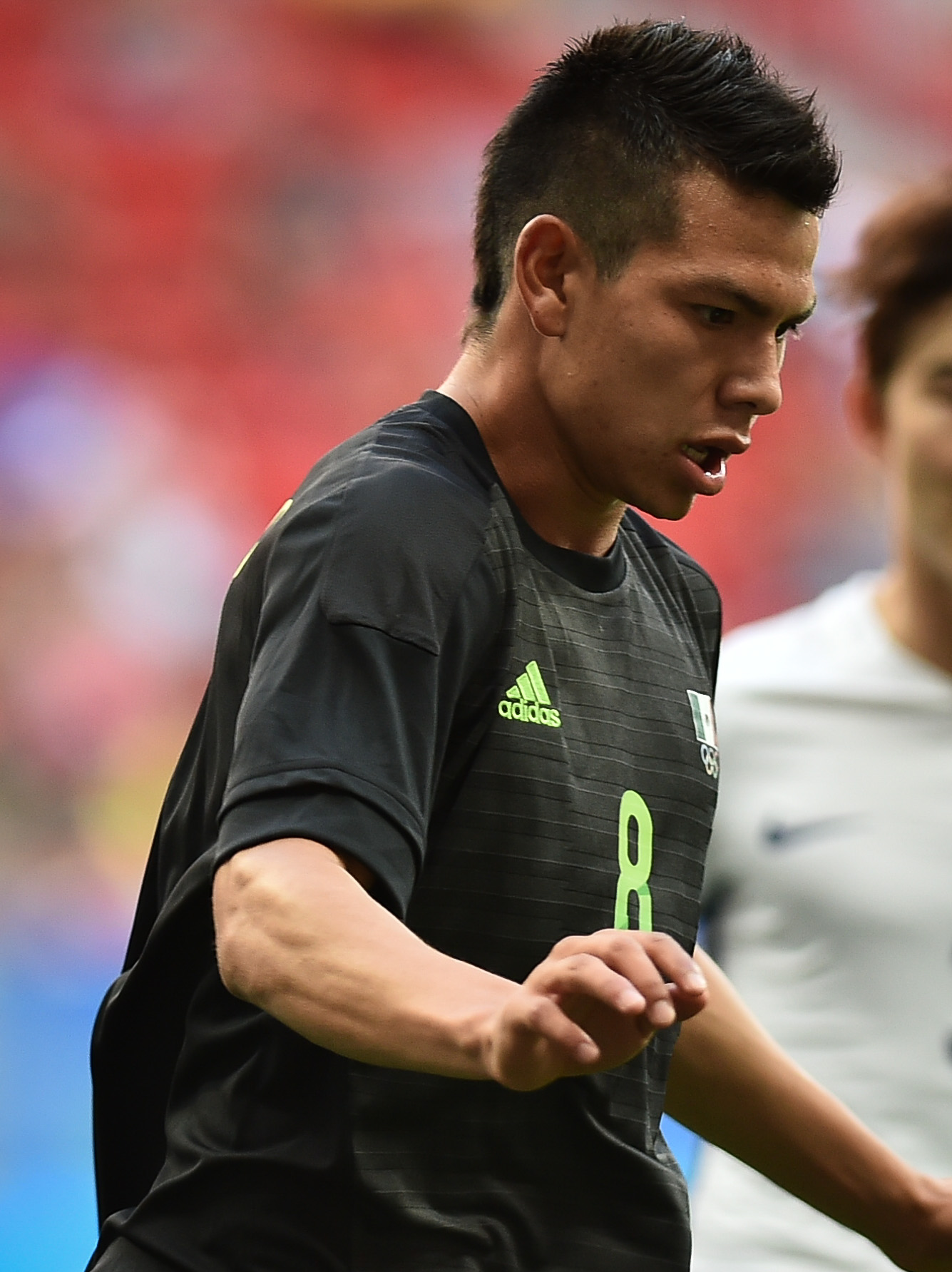
Hirving Lozano, bester Torschütze der Mexikaner in der Qualifikation

Mexiko musste erst in der vierten Runde in die Qualifikation einsteigen. Zusammen mit Honduras setzte sich die Mannschaft dort gegen Kanada und El Salvador durch. In der fünften Runde trafen dann beide auf Costa Rica, Panama, Trinidad und Tobago sowie die USA. Mexiko qualifizierte sich bereits am viertletzten Spieltag als erste CONCACAF-Mannschaft durch den 1:0-Sieg gegen Panama. Von den zehn Spielen der fünften Runde gewannen die Mexikaner sechs. Dreimal spielten sie remis  und nur das letzte Spiel verloren sie gegen Honduras, wodurch sich die Honduraner noch als viertplatzierte Mannschaft für die interkontinentalen Playoffs gegen Asienmeister Australien qualifizierten, in diesen aber scheiterten.
Insgesamt setzte Nationaltrainer Juan Carlos Osorio, der die Mannschaft  im Oktober 2015 übernommen hatte, 44 Spieler ein, von denen 16 auch schon am CONCACAF Gold Cup 2015 teilgenommen hatten und 15 am CONCACAF Gold Cup 2017 teilnahmen, wobei nur Jesús Dueñas an beiden Turnieren teilnahm.  22 Spieler gehörten auch zum Kader der Copa América Centenario 2016, wobei nur 12 von ihnen an einem und Jesús Dueñas an beiden Gold Cups teilgenommen hatte. Mit Ausnahme von Torhüter Rodolfo Cota hatten auch alle Spieler des Kaders für den FIFA-Konföderationen-Pokal 2017 Einsätze in den Qualifikationsspielen. Sieben Spieler, u. a. der beste Torschütze der Qualifikation, nahmen auch an den Olympischen Spielen 2016 teil, wo die Mannschaft im ersten Gruppenspiel gegen den späteren Silbermedaillengewinner Deutschland ein 2:2 erreichte und nach einem 0:1 gegen Südkorea im letzten Gruppenspiel ausschied.
Kein Spieler wurde aber in allen 16 Qualifikationsspielen eingesetzt. Auf 15 Einsätze kam Héctor Herrera, 13 Einsätze hatte Héctor Moreno. Im Tor stand achtmal Guillermo Ochoa, fünfmal Alfredo Talavera, zweimal Jesús Corona und einmal – im ersten Spiel – Moisés Muñoz. Die Kapitänsrolle teilten sich Andrés Guardado (7×), Rafael Márquez (5×), Héctor Moreno (2×) sowie Héctor Herrera  und Guillermo Ochoa (je 1×). Beste Torschützen waren Hirving Lozano mit vier sowie Rekordtorschütze Chicharito und Carlos Vela mit je drei Toren. Insgesamt 16 Spieler erzielten 28 Qualifikationstore für Mexiko. Nur Weltmeister Deutschland hatte mit 21 Spielern mehr Torschützen. Zudem profitierte Mexiko von einem Eigentor. Nur in drei von 16 Spielen gelang Mexiko kein Tor, wobei einmal der Gegner aushalf. In den beiden anderen Spielen gelang dem Gegner aber auch kein Tor.
In den Qualifikationsspielen machte Giovani dos Santos sein 100. Länderspiel: am 5. September 2017 gegen Costa Rica.

### Vierte Runde
| Datum      | Spielort       | Gastgeber   |   | Gast        | Ergebnis  | Torschützen für Mexiko                                         |
| ---------- | -------------- | ----------- | - | ----------- | --------- | -------------------------------------------------------------- |
| 13.11.2015 | Mexiko-Stadt   | Mexiko      | – | El Salvador | 3:0 (2:0) | Andrés Guardado (7.), Héctor Herrera (42.), Carlos Vela (64.)  |
| 17.11.2015 | San Pedro Sula | Honduras    | – | Mexiko      | 0:2 (0:0) | Jesús Corona (67.) Jürgen Damm (73.)                           |
| 25.03.2016 | Vancouver      | Kanada      | – | Mexiko      | 0:3 (0:2) | Chicharito (31.), Hirving Lozano (40.), Jesús Corona (72.)     |
| 29.03.2016 | Mexiko-Stadt   | Mexiko      | – | Kanada      | 2:0 (2:0) | Andrés Guardado (17./Elfmeter), Jesús Corona (48.)             |
| 02.09.2016 | San Salvador   | El Salvador | – | Mexiko      | 1:3 (1:0) | Héctor Moreno (52.), Ángel Sepúlveda (58.), Raúl Jiménez (73.) |
| 06.09.2016 | Mexiko-Stadt   | Mexiko      | – | Honduras    | 0:0       |                                                                |

#### Abschlusstabelle der 4. Qualifikationsrunde
| Pl. | Mannschaft  | Sp. | S | U | N | Tore    | Diff. | Punkte |
| --- | ----------- | --- | - | - | - | ------- | ----- | ------ |
| 1.  | Mexiko      | 6   | 5 | 1 | 0 | 013:100 | +12   | 16     |
| 2.  | Honduras    | 6   | 2 | 2 | 2 | 006:600 | ±0    | 08     |
| 3.  | Kanada      | 6   | 2 | 1 | 3 | 005:800 | −3    | 07     |
| 4.  | El Salvador | 6   | 0 | 2 | 4 | 004:130 | −9    | 02     |

### Fünfte Runde
| Datum      | Spielort        | Gastgeber           |   | Gast                | Ergebnis  | Torschützen für Mexiko                                         |
| ---------- | --------------- | ------------------- | - | ------------------- | --------- | -------------------------------------------------------------- |
| 11.11.2016 | Columbus        | USA                 | – | Mexiko              | 1:2 (0:1) | Miguel Layún (20.), Rafael Márquez (88.)                       |
| 15.11.2016 | Panama-Stadt    | Panama              | – | Mexiko              | 0:0       |                                                                |
| 24.03.2017 | Mexiko-Stadt    | Mexiko              | – | Costa Rica          | 2:0 (2:0) | Chicharito (8.), Néstor Araujo (45.)                           |
| 28.03.2017 | Port of Spain   | Trinidad und Tobago | – | Mexiko              | 0:1 (0:0) | Diego Reyes (58.)                                              |
| 08.06.2017 | Mexiko-Stadt    | Mexiko              | – | Honduras            | 3:0 (0:0) | Oswaldo Alanís (34.), Hirving Lozano (63.), Raúl Jiménez (66.) |
| 11.06.2017 | Mexiko-Stadt    | Mexiko              | – | USA                 | 1:1 (1:1) | Carlos Vela (23.)                                              |
| 01.09.2017 | Mexiko-Stadt    | Mexiko              | – | Panama              | 1:0 (0:0) | Hirving Lozano (53.)                                           |
| 05.09.2017 | San José        | Costa Rica          | – | Mexiko              | 1:1 (0:0) | Eigentor Costa Rica (42.)                                      |
| 06.10.2017 | San Luis Potosí | Mexiko              | – | Trinidad und Tobago | 3:1 (0:0) | Hirving Lozano (78.), Chicharito (88.), Héctor Herrera (90.+4) |
| 10.10.2017 | San Pedro Sula  | Honduras            | – | Mexiko              | 3:2 (1:2) | Oribe Peralta (16.), Carlos Vela (38.)                         |

Anmerkung: Mexikos Trainer Juan Carlos Osorio wurde am 7. Juli 2017 von der FIFA aufgrund ehrverletzender Worte und aggressivem Verhalten gegenüber den Spieloffiziellen im Spiel um Platz 3 beim FIFA-Konföderationen-Pokal 2017 für sechs Pflichtspiele gesperrt. Fünf Sperren verbüßte er beim CONCACAF Gold Cup 2017, eine am 1. September 2017 beim Spiel gegen Panama, so dass bei diesen Spielen Co-Trainer Luis Páez  auf der Bank saß.

#### Abschlusstabelle der 5. Qualifikationsrunde
| Pl. | Mannschaft          | Sp. | S | U | N | Tore    | Diff. | Punkte |
| --- | ------------------- | --- | - | - | - | ------- | ----- | ------ |
| 1.  | Mexiko              | 10  | 6 | 3 | 1 | 016:700 | +9    | 21     |
| 2.  | Costa Rica          | 10  | 4 | 4 | 2 | 014:800 | +6    | 16     |
| 3.  | Panama              | 10  | 3 | 4 | 3 | 009:100 | −1    | 13     |
| 4.  | Honduras            | 10  | 3 | 4 | 3 | 013:190 | −6    | 13     |
| 5.  | USA                 | 10  | 3 | 3 | 4 | 017:130 | +4    | 12     |
| 6.  | Trinidad und Tobago | 10  | 2 | 0 | 8 | 007:190 | −12   | 06     |

## Vorbereitung

### Spiele
| Datum             | Ergebnis | Gegner                  | Austragungsort    | Torschützen für Mexiko                           |
| ----------------- | -------- | ----------------------- | ----------------- | ------------------------------------------------ |
| 10. November 2017 | 3:3      | Belgien                 | Brüssel           | Andrés Guardado (38.), Hirving Lozano (56., 60.) |
| 13. November 2017 | 1:0      | Polen                   | Gdańsk            | Raúl Jiménez (13.)                               |
| 31. Januar 2018   | 1:0      | Bosnien und Herzegowina | San Antonio (USA) | Hugo Ayala (65.)                                 |
| 23. März 2018     | 3:0      | Island                  | Santa Clara (USA) | Marco Fabián (37.), Miguel Layún (64., 90.+1)    |
| 27. März 2018     | 0:1      | Kroatien                | Arlington (USA)   |                                                  |
| 28. Mai 2018      | 0:0      | Wales                   | Pasadena (USA)    |                                                  |
| 2. Juni 2018      | 1:0      | Schottland              | Mexiko-Stadt      | Giovani dos Santos (13.)                         |
| 9. Juni 2018      | 0:2      | Dänemark                | Brøndby           |                                                  |

Anmerkungen:
Kursiv gesetzte Mannschaften sind nicht für die WM qualifiziert.
Gegen Bosnien und Herzegowina wurden nur Spieler eingesetzt, die in Mexiko oder den USA spielen, Bosnien und Herzegowina setzte überwiegend Spieler ein, für dies das erste, zweit oder dritte Länderspiel war.

### Quartier
Teamquartier ist die „Training base Novogorsk-Dynamo“ in Chimki bei Moskau, wo die Mannschaft auch trainiert.

## Kader
Aus dem vorläufigen Kader wurden am 4. Juni Oswaldo Alanís, Jürgen Damm, Erick Gutiérrez, Jesús Molina gestrichen. Aufgrund einer  Sehnenentzündung im linken Knie schied Néstor Araujo vorzeitig aus dem Kader aus.  Für Rafael Márquez ist es die fünfte WM-Teilnahme, womit er den Rekord von Landsmann Antonio Carbajal und Lothar Matthäus einstellen kann.
| Position    | Nr.     | Name                | Verein                      | Einsätze | Tore | Letzter Einsatz | Geburts- datum | Anzahl der Spiele | Tor | Gelbe Karte | Gelb-Rote Karte | Rote Karte | WM-Teilnahmen          | WM-Spiele (vor 2018) | WM-Tore (vor 2018) |
| ----------- | ------- | ------------------- | --------------------------- | -------- | ---- | --------------- | -------------- | ----------------- | --- | ----------- | --------------- | ---------- | ---------------------- | -------------------- | ------------------ |
| Tor         | 01      | Jesús Corona*       | CD Cruz Azul                | 055      | 0    | 02.06.2018      | 26.01.1981     |                   |     |             |                 |            | 2006, 2014             | 0                    | 0                  |
| Tor         | 13      | Guillermo Ochoa     | Standard LüttichP           | 094      | 0    | 09.06.2018      | 13.07.1985     | 4                 |     |             |                 |            | 2006, 2010, 2014       | 4                    | 0                  |
| Tor         | 12      | Alfredo Talavera    | Deportivo Toluca            | 027      | 0    | 21.06.2017      | 18.09.1982     |                   |     |             |                 |            | 2014                   | 0                    | 0                  |
| Abwehr      | 21      | Edson Álvarez       | Club América                | 012      | 01   | 09.06.2018      | 24.10.1997     | 4                 |     | 1           |                 |            |                        |                      |                    |
| Abwehr      | 02      | Hugo Ayala          | UANL TigresMA               | 043      | 01   | 09.06.2018      | 31.03.1987     | 2                 |     |             |                 |            |                        |                      |                    |
| Abwehr      | 23      | Jesús Gallardo      | UNAM Pumas                  | 023      | 0    | 09.06.2018      | 15.08.1994     | 4                 |     | 1           |                 |            |                        |                      |                    |
| Abwehr      | 07      | Miguel Layún        | FC Sevilla                  | 064      | 06   | 09.06.2018      | 25.06.1988     | 4                 |     | 1           |                 |            | 2014                   | 4                    | 0                  |
| Abwehr      | 15      | Héctor Moreno       | Real Sociedad San Sebastián | 092      | 03   | 09.06.2018      | 17.01.1988     | 3                 |     | 2           |                 |            | 2010, 2014             | 6                    | 0                  |
| Abwehr      | 05      | Diego Antonio Reyes | FC PortoM                   | 055      | 01   | 27.03.2018      | 19.09.1992     |                   |     |             |                 |            | 2014                   | 1                    | 0                  |
| Abwehr      | 03      | Carlos Salcedo      | Eintracht FrankfurtP        | 021      | 0    | 09.06.2018      | 29.09.1993     | 4                 |     | 1           |                 |            |                        |                      |                    |
| Mittelfeld  | 10      | Giovani dos Santos  | LA GalaxyL                  | 107      | 19   | 09.06.2018      | 11.05.1989     | 1                 |     |             |                 |            | 2010, 2014             | 8                    | 1                  |
| Mittelfeld  | 06      | Jonathan dos Santos | LA GalaxyL                  | 036      | 0    | 09.06.2018      | 26.04.1990     | 1                 |     |             |                 |            |                        |                      |                    |
| Mittelfeld  | 08      | Marco Fabián        | Eintracht FrankfurtP        | 039      | 09   | 09.06.2018      | 21.07.1989     | 1                 |     |             |                 |            | 2014                   | 3                    | 0                  |
| Mittelfeld  | 18      | Andrés Guardado     | Betis Sevilla               | 148      | 25   | 09.06.2018      | 28.09.1986     | 4                 |     | 1           |                 |            | 2006, 2010, 2014       | 8                    | 1                  |
| Mittelfeld  | 16      | Héctor Herrera      | FC PortoM                   | 065      | 05   | 09.06.2018      | 19.04.1990     | 4                 |     | 2           |                 |            | 2014                   | 4                    | 0                  |
| Mittelfeld  | 04      | Rafael Márquez      | Atlas Guadalajara           | 144      | 17   | 09.06.2018      | 13.02.1979     | 3                 |     |             |                 |            | 2002, 2006, 2010, 2014 | 16                   | 3                  |
| Sturm       | 20      | Javier Aquino       | UANL TigresMA               | 053      | 0    | 02.06.2018      | 11.02.1990     |                   |     |             |                 |            | 2014                   | 1                    | 0                  |
| Sturm       | 14      | Chicharito          | West Ham United             | 102      | 49   | 09.06.2018      | 01.06.1988     | 4                 | 1   |             |                 |            | 2010, 2014             | 8                    | 3                  |
| Sturm       | 17      | Jesús Corona        | FC PortoM                   | 036      | 07   | 09.06.2018      | 06.01.1993     | 2                 |     |             |                 |            |                        |                      |                    |
| Sturm       | 09      | Raúl Jiménez        | Benfica Lissabon            | 062      | 13   | 02.06.2018      | 05.05.1991     | 2                 |     |             |                 |            | 2014                   | 1                    | 0                  |
| Sturm       | 22      | Hirving Lozano      | PSV EindhovenM              | 028      | 07   | 09.06.2018      | 30.07.1995     | 4                 | 1   |             |                 |            |                        |                      |                    |
| Sturm       | 19      | Oribe Peralta       | Club América                | 067      | 26   | 09.06.2018      | 12.01.1984     | 1                 |     |             |                 |            | 2014                   | 4                    | 1                  |
| Sturm       | 11      | Carlos Vela         | Los Angeles FC              | 068      | 18   | 02.06.2018      | 01.03.1989     | 4                 | 1   |             |                 |            | 2010                   | 2                    |                    |
| Trainerstab | Trainer | Juan Carlos Osorio  |                             |          |      |                 | 08.06.1961     | 3                 |     |             |                 |            |                        |                      |                    |

1. ↑  Positionen gemäß Angaben des mexikanischen Verbandes.
2. ↑  Nummern gemäß offizieller Kaderliste (Memento des Originals vom 5. Juni 2018 im Internet Archive)  Info: Der Archivlink wurde automatisch eingesetzt und noch nicht geprüft. Bitte prüfe Original- und Archivlink gemäß Anleitung und entferne dann diesen Hinweis.
3. ↑  Kursiv gesetzte Vereine spielen in der Saison vor oder während der WM in der 2. Liga ihres Landes, M = Meister im WM-Jahr, P = Pokalsieger im WM-Jahr

## Endrunde

### Gruppenauslosung
Für die Auslosung der Qualifikationsgruppen am 1. Dezember waren die Mexikaner Topf 2 zugeordnet und konnten daher in eine Gruppe mit Titelverteidiger Deutschland, Rekordweltmeister Brasilien, Vizeweltmeister Argentinien oder Gastgeber Russland gelost werden.  Mexiko trifft in Gruppe F auf Weltmeister Deutschland,  Schweden und Südkorea.
Mexiko und Deutschland trafen erstmals bei der WM 1978 in der Vorrunde aufeinander. Die 0:6-Niederlage gegen den damaligen Titelverteidiger ist die höchste WM-Niederlage Mexikos, eine der beiden höchsten Niederlage bei der WM 1978 und für Deutschland der einzige Sieg bei der WM in Argentinien.  1986 trafen beide bei der zweiten mexikanischen Heim-WM im Viertelfinale aufeinander und Mexiko verlor nach torlosen 120 Minuten mit 1:4 im Elfmeterschießen. 1998 trafen beide im Achtelfinale aufeinander und Mexiko verlor nach 1:0-Führung durch zwei späte Tore mit 1:2. Damit setzte sich der vier Jahre zuvor begonnene Achtelfinalfluch der Mexikaner fort, der bis zur WM 2014 Bestand hatte. Zudem trafen beide zweimal beim FIFA-Konföderationen-Pokal aufeinander: 2005 verlor Mexiko das Spiel um Platz 3 mit 3:4 n. V., 2017 im Halbfinale mit 1:4. Zudem gibt es eine Reihe von Freundschaftsspielen. Insgesamt ist die Bilanz mit einem Sieg – beim Azteca 2000 Cup – und je fünf Remis und Niederlagen negativ. (Der mexikanische Verband berücksichtigt in seiner Statistik zudem die Spiele gegen die DDR als Spiele gegen Deutschland/Alemania und kommt so auf zwei Siege, sieben Remis und neun Niederlagen.)
Gegen Schweden spielten die Mexikaner bisher neunmal mit zwei Siegen, drei Remis und vier Niederlagen, darunter beim ersten Aufeinandertreffen in der Vorrunde der WM 1958. Zuletzt trafen beide im Januar 2009 in den USA aufeinander, wo die Mexikaner viele ihrer Freundschaftsspiele austragen und Schweden gewann mit 1:0. Gegen Südkorea spielten die Mexikaner bisher zwölfmal, wobei der mexikanische Verband das erste Spiel bei den Olympischen Spielen 1948, das mit 3:5 verloren wurde, als Spiel gegen Nordkorea zählt. Bei einer WM trafen beide nur einmal aufeinander: 1998 gewann Mexiko in der Vorrunde mit 3:1. Zudem trafen beide beim FIFA-Konföderationen-Pokal 2001 in der Vorrunde aufeinander, wo Mexiko mit 1:2 verlor, und im Viertelfinale des CONCACAF Gold Cup 2002, an dem Südkorea als Gast teilnahm, das Mexiko nach torlosen 120 Minuten im Elfmeterschießen verlor. Alle anderen Spiele waren Freundschaftsspiele oder Spiele bei kleineren Turnieren. In insgesamt  zwölf Spielen gelangen den Mexikaner sechs Siege, zwei Spiele endeten remis und viermal wurde verloren.
Außer in Moskau haben die Mexikaner noch in keinem der Vorrundenspielorte gespielt.

### Spiele der Gruppenphase / Gruppe F
| Pl. | Land        | Sp. | S | U | N | Tore    | Diff. | Punkte |
| --- | ----------- | --- | - | - | - | ------- | ----- | ------ |
| 1.  | Schweden    | 3   | 2 | 0 | 1 | 005:200 | +3    | 06     |
| 2.  | Mexiko      | 3   | 2 | 0 | 1 | 003:400 | −1    | 06     |
| 3.  | Südkorea    | 3   | 1 | 0 | 2 | 003:300 | ±0    | 03     |
| 4.  | Deutschland | 3   | 1 | 0 | 2 | 002:400 | −2    | 03     |
|     |             |     |   |   |   |         |       |        |

| So., 17. Juni 2018, 18:00 Uhr (17:00 Uhr MESZ) in Moskau (Olympiastadion Luschniki) |   |          |           |                                         |
| Deutschland                                                                         | – | Mexiko   | 0:1 (0:1) | 35′ Lozano                              |
| Sa., 23. Juni 2018, 18:00 Uhr (17:00 Uhr MESZ) in Rostow am Don                     |   |          |           |                                         |
| Südkorea                                                                            | – | Mexiko   | 1:2 (0:1) | 26., Handelfmeter′ Vela, 66′ Chicharito |
| Mi., 27. Juni 2018, 19:00 Uhr (16:00 Uhr MESZ) in Jekaterinburg                     |   |          |           |                                         |
| Mexiko                                                                              | – | Schweden | 0:3 (0:0) | 74.′ Álvarez                            |

#### 1. Gruppenspiel
- So., 17. Juni 2018, 18:00 Uhr (17:00 Uhr MESZ) in Moskau (Olympiastadion Luschniki)
 Deutschland –  Mexiko 0:1 (0:1)

##### Vorgeschichte
Vor der Begegnung hatte es in 15 Spielen zwischen einer mexikanischen und einer deutschen Mannschaft (einschließlich der DDR-Auswahlmannschaften) erst einen einzigen Sieg der Mexikaner gegeben. Dieser kam 1985 im Rahmen des nur einmal ausgetragenen Azteca Cup 2000 zustande, als Mexiko im heimischen Aztekenstadion gegen eine sogenannte deutsche B-Elf mit 2:0 gewann. Im Rahmen einer Fußball-Weltmeisterschaft gab es bisher drei Begegnungen, die die Mexikaner alle verloren. Nach der bisher höchsten WM-Niederlage Mexikos überhaupt (0:6 in der Vorrundengruppe der WM 1978) hatte El Tri sich allerdings zweimal als vollwertiger Gegner erwiesen und war jeweils nur knapp und etwas unglücklich gescheitert: im Viertelfinale der WM 1986 im eigenen Land nach torlosen 120 Minuten mit 1:4 im Elfmeterschießen und im Achtelfinale der WM 1998 unterlag Mexiko (nach einer 1:0-Führung) am Ende mit 1:2.

##### Spielbericht
Bereits in der Anfangsphase kam der spätere Torschütze Hirving Lozano zu einer ersten Möglichkeit, als er freistehend aus etwa derselben Position draufhielt, aus der ihm später der Siegtreffer gelang. Doch seinen ersten Torschuss konnte der deutsche Abwehrspieler Jérôme Boateng gerade noch abblocken. Eine zweite große Tormöglichkeit hatten die Mexikaner nach einem von Miguel Layún in der 14. Minute getretenen Freistoß, den Héctor Moreno aus rund 7 Metern Entfernung völlig unbedrängt auf das deutsche Tor köpfen konnte, aber am glänzend reagierenden Manuel Neuer scheiterte.
Die Mexikaner stellten die deutsche Mannschaft bei ihrem schnell vorgetragenen Angriffsspiel vor einige Probleme, spielten es aber meistens nicht konsequent zu Ende. Ihr bester Konter führte zum einzigen Tor der Partie. Nach einem Doppelpass mit Andrés Guardado stach Chicharito in die Spitze vor und bediente den mitgelaufenen Hirving Lozano, der sich gegen Mesut Özil durchsetzen konnte und aus 9 Metern Torentfernung trocken verwandelte. Nur vier Minuten später verteidigte Mexikos Torwart Guillermo Ochoa mit einer glänzenden Parade die 1:0-Führung seiner Mannschaft, die bis zum Ende bestand hatte, als er einen gefährlichen Freistoß von Toni Kroos gerade noch gegen die Latte abwehren konnte.
Am Ende hatten die Mexikaner, die bei einem konsequenteren Konterspiel auch höher hätten gewinnen können, das notwendige Glück, als Mario Gómez völlig freistehend zum Kopfball kam, aber den Ball weit am Tor vorbeisetzte und kurz darauf der eingewechselte Julian Brandt mit einem strammen Fernschuss nur das Außennetz traf.
Für Deutschland war es die erste WM-Auftaktniederlage seit 1982 (1:2 gegen Algerien), während Mexiko zum ersten Mal überhaupt außerhalb von Mexiko gegen Deutschland gewann.

##### Stimmen zum Spiel
Wir können gegen jeden mithalten. Wir verfügen über großartige Spieler und haben es heute unter Beweis gestellt. (Hirving Lozano, Mexikos Siegtorschütze)
Es war ein sehr wichtiges Spiel für den mexikanischen Fußball, für Mexikos Geschichte, denn die Weltmeisterschaft gegen den Weltmeister zu beginnen und drei Punkte zu erzielen, haben uns nur die Allerwenigsten zugetraut. (Guillermo Ochoa, Mexikos Torwart)
Hätten die Mexikaner ihre Konter besser aus- und zu Ende gespielt, es hätte auch ein Desaster für Deutschland werden können. (Frankfurter Allgemeine)
Die Intensität war enorm hoch – was vor allem an der erfrischend aufspielenden mexikanischen Elf lag: Die Osorio-Schützlinge kauften der DFB-Elf den Schneid ab, agierten in den Zweikämpfen entschlossener und profitierten immer wieder von einer unsortierten Defensive des Weltmeisters. (Kicker Sportmagazin)
40.000 Landsleute bekamen eine Gänsehaut, als die ersten Töne der Nationalhymne erklangen: „Mexikaner, auf in die Schlacht.“ Diese erste Strophe war weit mehr als eine Hymne. Sie war vielmehr eine Warnung für das, was folgen sollte. (Excelsior)
Mexiko war besser, weil es wirklich wollte, weil mit Willenskraft und Herzblut alles erreichbar ist. Mexiko will mehr als eine vierte Partie und hat das eindrucksvoll unterstrichen. „Viva México!“ schallte es durchs Stadion. (Récord)

#### 2. Gruppenspiel
- Sa., 23. Juni 2018, 18:00 Uhr (17:00 Uhr MESZ) in Rostow am Don
 Südkorea –  Mexiko 1:2 (0:1)

Dass ein hartes und zuweilen unfair geführtes Spiel nicht immer zum Erfolg führt, musste die südkoreanische Fußballnationalmannschaft erfahren, gegen deren Spieler insgesamt vier Verwarnungen ausgesprochen wurden, während die mexikanischen Spieler keine einzige Gelbe Karte sahen. Nach dem bereits siebten Foul der Koreaner innerhalb der ersten elf Spielminuten, das Ki Sung-yong an Héctor Herrera verübt hatte, ergab sich die erste Chance für Mexiko. Nach dem fälligen Freistoß kam Chicharito zum Kopfball, den er allerdings nicht im Tor unterbringen konnte. Zehn Minuten später sorgten die Koreaner dann zum ersten Mal für Unruhe im mexikanischen Strafraum. Zunächst ergab sich eine „Triple“-Chance für Son Heung-min, dessen erste beide Schüsse von Carlos Salcedo und Héctor Moreno abgeblockt wurden und dessen dritter Schuss das Tor verfehlte. Eine Minute später köpfte Ki Sung-yong aufs Tor, doch Guillermo Ochoa war auf dem Posten. Unmittelbar nach dieser ersten Doppelchance für die Koreaner gingen die Mexikaner durch einen von Carlos Vela verwandelten Strafstoß in Führung. Dieser war fällig geworden, nachdem Jang Hyun-soo eine Hereingabe von Andrés Guardado per Handspiel abgewehrt hatte. Nach dem Rückstand verstärkten die Koreaner ihre Angriffsbemühungen und es ergaben sich auf beiden Seiten Chancen, die jedoch ungenutzt blieben, so dass es mit der knappen 1:0-Führung Mexikos in die Pause ging.
In der 58. Minute ergab sich für El Tri eine große Chance zum Ausbau der Führung, als Guardado einen strammen Fernschuss in Richtung Torwinkel abzog, den Südkoreas Schlussmann Cho Hyeon-woo jedoch abwehren konnte. Acht Minuten später war dann allerdings auch Cho machtlos, als der zum „Spieler des Spiels“ gewählte Chicharito nach einem schnell vorgetragenen Konter durch Hirving Lozano auf 2:0 erhöhen konnte und seinen insgesamt 50. Länderspieltreffer erzielte. Nach diesem Zwei-Tore-Vorsprung zogen die Mexikaner sich zunehmend in die eigene Hälfte zurück und überließen den Koreanern die Initiative, die es jedoch verpassten, sich zwingende Möglichkeiten zu erarbeiten. Erst in der dritten Minute der insgesamt fünfminütigen Nachspielzeit gelang Son der Anschlusstreffer zum 1:2. Bei seinem mit viel Effet abgezogenen Fernschuss aus 20 Metern hatte Mexikos Torhüter Ochoa keine Abwehrchance. Doch der Anschlusstreffer der Koreaner fiel zu spät, so dass die Mexikaner zu ihrem zweiten Sieg bei dieser WM kamen. Erfreulich für den Mexikanischen Fußballverband dürfte zudem gewesen sein, dass bei diesem Spiel die Eh Puto-Rufe der eigenen Fans nicht zu hören waren, für die der Verband nach dem Spiel gegen Deutschland von der FIFA mit einer Geldstrafe von 10.000 Schweizer Franken belegt worden war. Diesmal vergnügten die mexikanischen Fans sich stattdessen mit Strophen aus Cielito lindo und dem traditionellen Refrain México México ra ra ra.

#### 3. Gruppenspiel
- Mi., 27. Juni 2018, 19:00 Uhr (16:00 Uhr MESZ) in Jekaterinburg
 Mexiko –  Schweden 0:3 (0:0)

Die Mexikaner hätten Geschichte schreiben können, denn noch nie gelangen ihnen bei einer Fußball-Weltmeisterschaft drei Siege in Folge. Geschichte schrieben sie dann aber in anderer Hinsicht: bereits nach 15 Sekunden sah Jesús Gallardo nach einem Foul gegen Schwedens Ola Toivonen die Gelbe Karte. Es war die schnellste Gelbe Karte der WM-Geschichte. Die Schweden, die gemäß der Gruppenkonstellation davon ausgehen mussten, nur bei einem Sieg weiterzukommen, begannen entsprechend engagiert und erarbeiteten sich einige gute Chancen. Den ersten Warnschuss gab Emil Forsberg bereits in der fünften Spielminute ab, doch Mexikos Schlussmann Ochoa klärte in gewohnter WM-Form. In der 12. Minute ging ein Fallrückzieher von Marcus Berg knapp am mexikanischen Tor vorbei, ehe Carlos Vela in der 17. Minute die erste Chance für Mexiko hatte, doch von der Strafraumgrenze am Tor vorbei zielte. Auch weitere Torchancen auf beiden Seiten führten nicht zum Erfolg, so dass es torlos in die Kabinen ging.
Nach einer flachen Hereingabe durch Berg in der 50. Minute landete der Ball bei Viktor Claesson, der ihn scheinbar versehentlich über den mexikanischen Verteidiger Jesús Gallardo auf den aufgerückten Ludwig Augustinsson weiterleitete, der völlig unbedrängt zum Schuss kam und den Ball aus fünf Metern Entfernung zur 1:0-Führung der Schweden im Tor unterbrachte. Das Überraschungsmoment war jetzt auf Seiten der Gelb-Blauen, die in den nächsten fünf Minuten gegen offensichtlich verunsicherte Mexikaner zu zwei weiteren hochklassigen Möglichkeiten kamen. Eine weitere Chance ergab sich in der 60. Minute, als Marcus Berg in den mexikanischen Strafraum eindrang und von Moreno nur durch ein Foulspiel gebremst werden konnte. Den fälligen Strafstoß verwandelte Andreas Granqvist zum 2:0. Mexiko warf nun alles nach vorne, fand aber kein Durchkommen gegen die schwedische Verteidigung. Bei einem der wenigen Gegenstöße der Schweden unterlief Edson Álvarez in der 74. Minute ein Eigentor zum 0:3, so dass Mexiko definitiv geschlagen war. Dennoch belegten sie auch jetzt zumindest den zweiten Tabellenplatz, der zum Weiterkommen genügen würde, weil im Parallelspiel zwischen Deutschland und Südkorea noch immer keine Tore gefallen waren. Und so waren die mexikanischen Fans von nun an mehr damit beschäftigt, auf das Parallelspiel zu schauen als das Trauerspiel ihrer eigenen Mannschaft weiterzuverfolgen. Dann kam die unerwartet frohe Kunde von der Führung der Südkoreaner (90. + 2. Minute), die wenige Minuten später sogar noch ein weiteres Tor erzielten (90. + 6. Minute). Somit qualifizierte Mexiko sich als Gruppenzweiter hinter dem neuen Tabellenführer Schweden für das Achtelfinale, das die Mexikaner bereits zum siebten Mal in Folge bei einer Fußball-Weltmeisterschaft erreichten. Trotz der 0:3-Niederlage war das Weiterkommen der Mexikaner insofern verdient, weil sie im gesamten Turnierverlauf nie auf den dritten oder vierten Tabellenplatz abgerutscht waren.

##### Koreaner, Bruder, jetzt bist du Mexikaner
Nach dem Ausgang der beiden Spiele kannte der Jubel der mexikanischen Fans keine Grenzen. So zogen nach dem Public Viewing in Mexiko-Stadt mehrere Hundert mexikanische Fans zur südkoreanischen Botschaft, um ihren Dank und ihre Anerkennung zu zeigen. Der südkoreanische Botschafter Kim Sang-il begrüßte sie mit den Worten: „Das koreanische Volk gratuliert der mexikanischen Nationalmannschaft und ihren Fans zum Einzug ins Achtelfinale.“ Bei den Feierlichkeiten schulterten die begeisterten Fans den Konsul Byoung-jin und sangen „¡Coreano, hermano, ya eres mexicano!“ (dt. „Koreaner, Bruder, jetzt bist du Mexikaner!“). Der Konsul erklärte später gegenüber der Presse: „In meiner gesamten diplomatischen Laufbahn habe ich so etwas noch nicht erlebt. Fußball weckt Leidenschaft … und Wahnsinn.“
Doch die Feierlichkeiten über den unerwarteten Erfolg Südkoreas beschränkten sich nicht nur auf das Terrain vor der südkoreanischen Botschaft, sondern wurden überall in Mexiko und auch beim Zusammentreffen der beiden Nationen in Russland praktiziert.

### K.-o.-Runde
- Achtelfinale: Mo. 2. Juli 2018, 18:00 Uhr (16:00 MESZ) in Samara (Kosmos-Arena)
 Brasilien –  Mexiko 2:0 (0:0)

#### Vorgeschichte

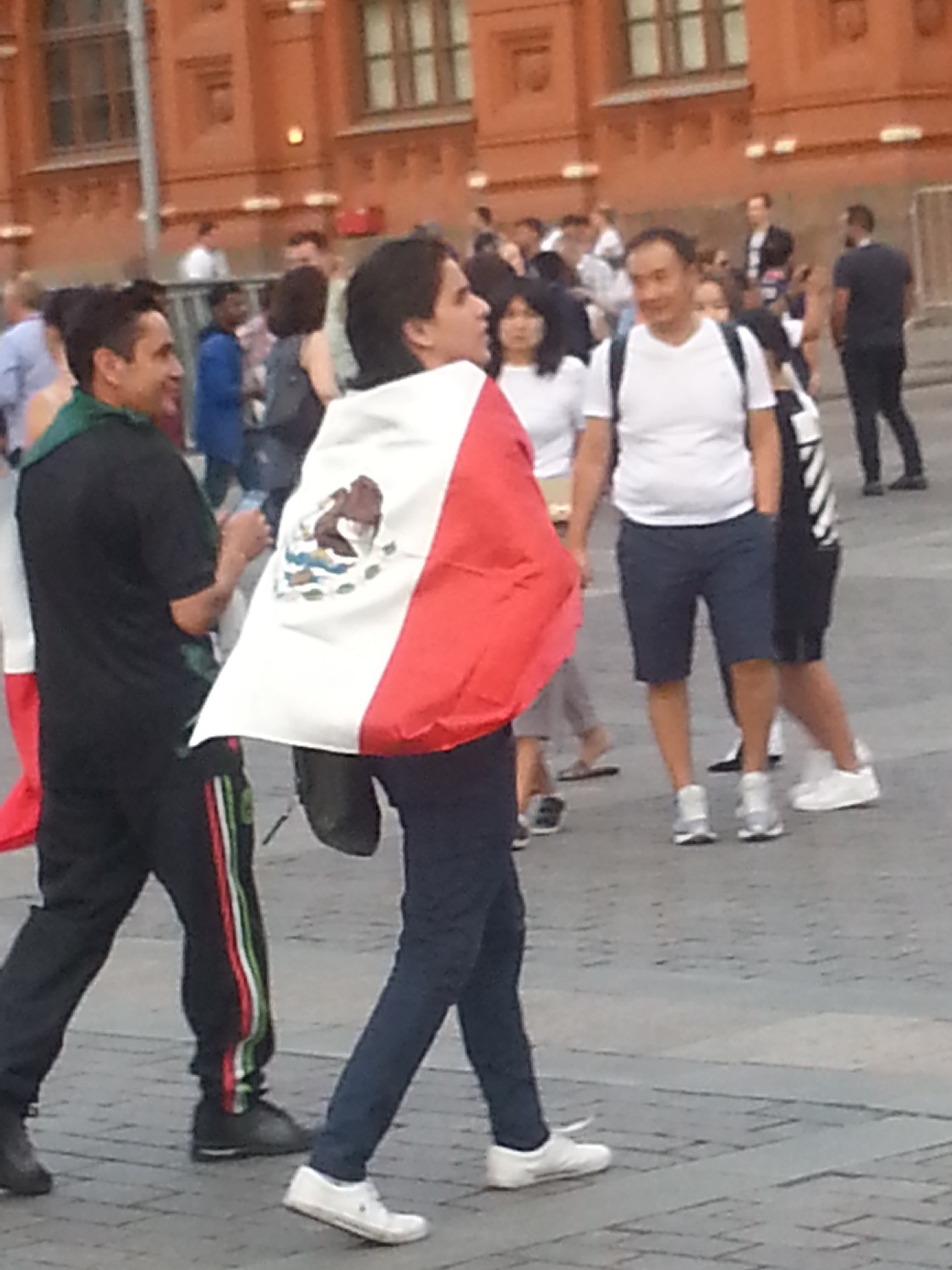
Mexikanische Fans in der Nähe des Roten Platzes in Moskau.

Zwischen dem am 4. August 1999 ausgetragenen Finale um den FIFA-Konföderationen-Pokal 1999 und dem beinahe auf den Tag genau 13 Jahre später am 11. August 2012 ausgetragenen Finale um das olympische Fußballturnier 2012 trafen Brasilien und Mexiko zwölfmal aufeinander. Siebenmal gewann Mexiko, während Brasilien nur 3 Begegnungen für sich entscheiden konnte. Die beiden anderen Spiele endeten unentschieden. Daher galt El Tri in dieser Epoche als „Angstgegner“ der Seleção. Dieser hoffnungsvollen Bilanz der Mexikaner stand vor dem WM-Achtelfinale die für Mexiko negative Gesamtbilanz (10 Siege, 8 Remis, 23 Niederlagen) ebenso wie die bisherige WM-Bilanz entgegen; denn bei den insgesamt 4 WM-Begegnungen konnte Mexiko noch nie ein Tor gegen die Seleção erzielen (1950 gab es ein 0:4, 1954 gar ein 0:5, 1962 ein 0:2 und 2014 mit 0:0 den ersten Punktgewinn) und dabei sollte es auch beim fünften Aufeinandertreffen bleiben. Zudem scheiterte Mexiko zum 7. Mal in Folge im WM-Achtelfinale.

#### Spielbericht
Mexiko ging selbstbewusst in die Partie und war in den ersten 20 Minuten die spielbestimmende Mannschaft. Doch dann übernahm Brasilien zunehmend das Spiel, zumal die Mexikaner sich angesichts der hohen Temperaturen etwas zurückzogen, um ihre Kräfte zu schonen. So kam Brasiliens Superstar Neymar in der 25. Minute zu einer ersten Chance für die Brasilianer, scheiterte aber ebenso an Mexikos erneut glänzend aufgelegten Torwart Ochoa, wie einige Minuten später sein Mannschaftskamerad Philippe Coutinho. Torlos ging es in die Pause. In der zweiten Halbzeit nahm der Druck der Brasilianer zu. Nachdem Ochoa zunächst noch einmal glänzend gegen Coutinho parieren konnte, war er in der 51. Minute machtlos, als Willian eine scharfe Hereingabe vor das mexikanische Tor gelang, die Neymar zur Führung für die Seleção verwandeln konnte. Dass Ochoa anschließend noch mehrmals glänzend parierte und als bester Mann der Mexikaner herausragte, verdeutlicht die Machtverhältnisse auf dem Platz. In der 88. Minute war dann aber auch Ochoa erneut machtlos, als diesmal Neymar den Ball vor das Tor schlug und Roberto Firmino das Tor zum 2:0-Endstand gelang.

#### Mexikos Trainer verärgert über Neymar
Neymar war nicht nur an beiden Toren beteiligt, wodurch er zum „Man of the Match“ gewählt wurde, sondern er fiel auch wieder in negativer Hinsicht auf. In der 71. Minute saß er, mit dem Ball zwischen den Beinen, auf dem Boden und suchte augenscheinlich nach einer Möglichkeit, das Spiel zu verzögern und die Mexikaner aus dem Rhythmus zu bringen. Als nämlich Miguel Layún sich den Ball schnappte und bei dieser Aktion mit dem Fuß leicht auf Neymars Knöchel trat, sackte dieser theatralisch zusammen und wälzte sich schmerzverzerrt am Boden. Für diese Schauspieleinlage hatte Mexikos kolumbianischer Trainer Juan Carlos Osorio kein Verständnis: „Es ist eine Schande für den Fußball. Es ist ein Negativbeispiel für die Welt, für Kinder und für den Fußball. Es sollte nicht so viel Schauspielerei vorhanden sein, denn das hatte einen großen Einfluss auf uns. Ich denke, wir haben aufgrund der Entscheidungen des Schiedsrichters in der zweiten Halbzeit den Faden verloren. Fußball sollte ein körperlicher Sport sein.“